# Grammy Award for Best Performance Music Video
Der Grammy Award for Best Performance Music Video, auf Deutsch „Grammy-Auszeichnung für das beste Konzert-Musikvideo“, ist ein Musikpreis, der 1988 und 1989 von der amerikanischen Recording Academy im Bereich Musikvideo verliehen wurde.

## Geschichte und Hintergrund
Die seit 1959 verliehenen Grammy Awards werden jährlich in zahlreichen Kategorien von der Recording Academy in den Vereinigten Staaten vergeben, um künstlerische Leistung, technische Kompetenz und hervorragende Gesamtleistung ohne Rücksicht auf die Album-Verkäufe oder Chart-Position zu würdigen.
Eine dieser Kategorien war der Grammy Award for Best Performance Music Video. Der Preis wurde 1988 und 1989 vergeben. Bereits 1982 hatte die Recording Academy begonnen, Musikvideos mit der Kategorie Grammy Award for Video of the Year auszuzeichnen. Diese Kategorie wurde jedoch 1984 mit der Etablierung der MTV Video Music Awards im Jahr 1984 eingestellt und ersetzt durch den Grammy Award for Best Video, Short Form und den Grammy Award for Best Video Album. Änderungen der Vergabekriterien führten dazu, dass 1988 und 1989 die beiden Kategorien Grammy Award for Best Performance Music Video und Grammy Award for Best Concept Music Video etabliert wurden. Bereits 1990 kehrte die Recording Academy zum vorangehenden Format zurück und verleiht seitdem den Grammy Award for Best Music Video und den Grammy Award for Best Music Film.

## Gewinner und Nominierte
| Jahr | Gewinner                       | Nationalität       | Werk | Nominierte | Bild des/der Gewinner(s) |
| ---- | ------------------------------ | ------------------ | --- | --- | --- |
| 1988 | Anthony Eaton (Videoproduzent) | Vereinigte Staaten | The Prince’s Trust All-Star Rock Concert – verschiedene Künstler, darunter Elton John, Sting und Tina Turner | - Vladimir Horowitz – Horowitz in Moscow - Cyndi Lauper – Cyndi Lauper in Paris - Bobby McFerrin – Spontaneous Inventions - Barbra Streisand – One Voice     | |
| 1989 | U2                             | Irland             | Where the Streets Have No Name – U2                                                                          | - David Bowie – Glass Spider - David Foster – The Symphony Sessions - John Cougar Mellencamp – Check It Out - Stevie Nicks – Stevie Nicks: Live at Red Rocks | Four men performing on a stage in front of a crowd; two are standing at the front of the stage holding guitars, one in the center is holding a microphone, and one is sitting behind a drum set. |